# Communauté de communes Campagne de Caux
Pour les articles homonymes, voir Caux (homonymie).
La communauté de communes Campagne de Caux est une communauté de communes française, située dans le département de la Seine-Maritime en région Normandie.

## Histoire
La communauté de communes a été créée au 31 décembre 1997 par un arrêté préfectoral du 10 décembre 1997. 
Elle succède au syndicat intercommunal à vocation multiple (SIVOM) de l'ancien canton de Goderville créé en 1967. Cette transformation a permis à la Communauté de percevoir alors une dotation globale de fonctionnement (DGF) versée par l’État qui s'est élevée à 762 000 € moyennant l'accroissement de ses compétences.

## Territoire communautaire

### Géographie
Située dans l'ouest du département de la Seine-Maritime, la communauté de communes Campagne de Caux regroupe 22 communes et s'étend sur 145,3 km2.

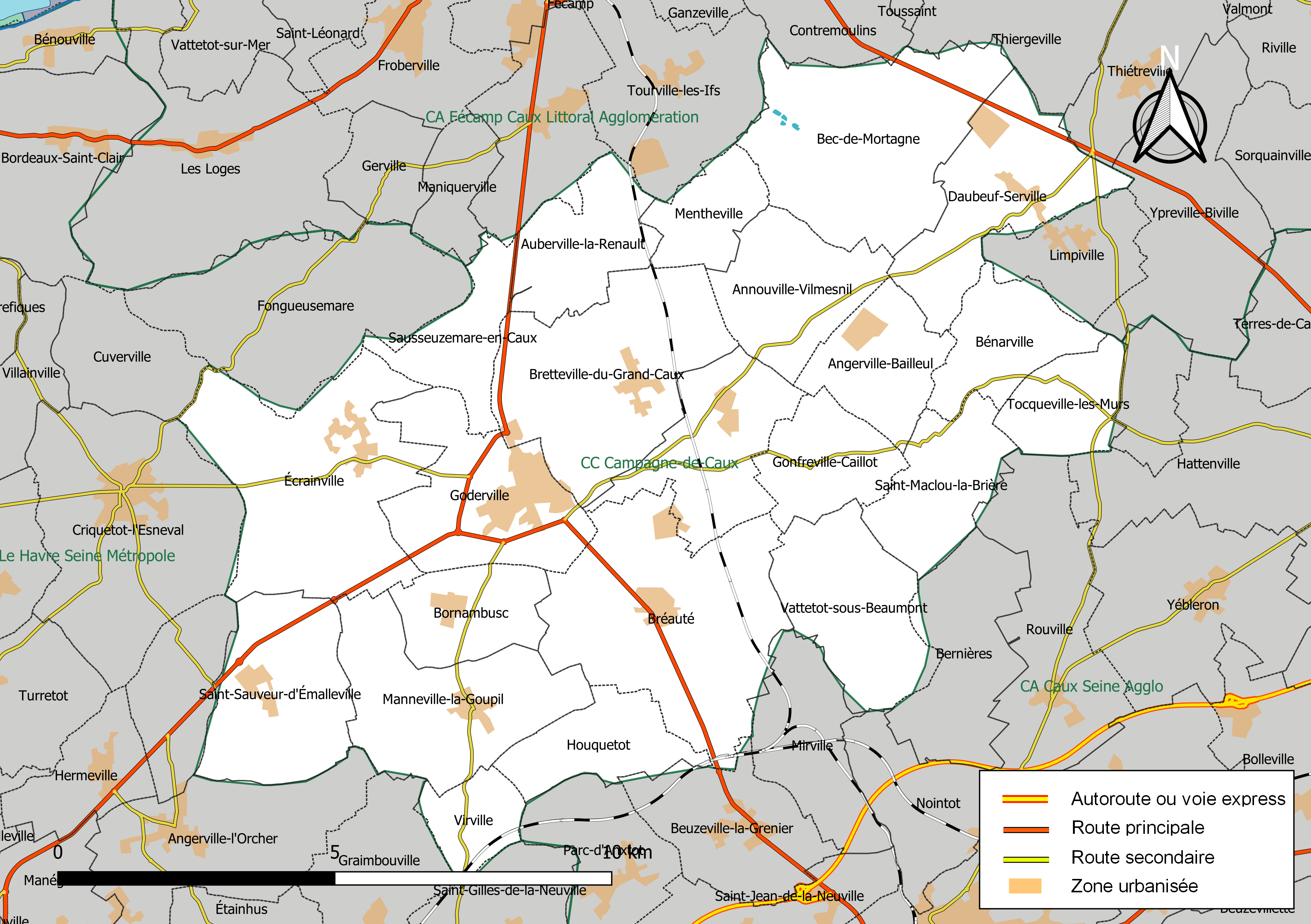
Carte de la communauté de communes Campagne de Caux au 1er janvier 2019.

### Composition
En 2022, la communauté de communes est composée des 22 communes suivantes :

| Nom                         | Code Insee | Gentilé                         | Superficie (km2) | Population (dernière pop. légale) | Densité (hab./km2) |
| --------------------------- | ---------- | ------------------------------- | ---------------- | --------------------------------- | ------------------ |
| Goderville (siège)          | 76302      | Godervillais                    | 7,98             | 2 829 (2022)                      | 355                |
| Angerville-Bailleul         | 76012      | Angervillais                    | 4,59             | 184 (2022)                        | 40                 |
| Annouville-Vilmesnil        | 76021      | Annouvillais                    | 5,82             | 449 (2022)                        | 77                 |
| Auberville-la-Renault       | 76033      |                                 | 4,96             | 451 (2022)                        | 91                 |
| Bec-de-Mortagne             | 76068      | Bec-de-Mortagnais               | 11,94            | 676 (2022)                        | 57                 |
| Bénarville                  | 76076      | Bénarvilais                     | 4,36             | 262 (2022)                        | 60                 |
| Bornambusc                  | 76118      | Bornambuscais                   | 4,11             | 243 (2022)                        | 59                 |
| Bréauté                     | 76141      | Bréautais                       | 13,91            | 1 363 (2022)                      | 98                 |
| Bretteville-du-Grand-Caux   | 76143      |                                 | 11,41            | 1 373 (2022)                      | 120                |
| Daubeuf-Serville            | 76213      | Daubeuvais                      | 7,75             | 396 (2022)                        | 51                 |
| Écrainville                 | 76224      | Écrainvillais                   | 12,82            | 985 (2022)                        | 77                 |
| Gonfreville-Caillot         | 76304      |                                 | 4,22             | 397 (2022)                        | 94                 |
| Grainville-Ymauville        | 76317      |                                 | 6,29             | 423 (2022)                        | 67                 |
| Houquetot                   | 76368      | Houquetotais                    | 4,09             | 341 (2022)                        | 83                 |
| Manneville-la-Goupil        | 76408      |                                 | 8,75             | 1 045 (2022)                      | 119                |
| Mentheville                 | 76425      | Menthevillais                   | 3,08             | 301 (2022)                        | 98                 |
| Saint-Maclou-la-Brière      | 76603      | Saint-Maclousiens               | 4,96             | 470 (2022)                        | 95                 |
| Saint-Sauveur-d'Émalleville | 76650      | Saint-Sauveurois-Émmallevillais | 7,48             | 1 203 (2022)                      | 161                |
| Sausseuzemare-en-Caux       | 76669      | Sausseuzemarais                 | 3,88             | 430 (2022)                        | 111                |
| Tocqueville-les-Murs        | 76695      |                                 | 3,47             | 274 (2022)                        | 79                 |
| Vattetot-sous-Beaumont      | 76725      | Vattetotais                     | 6,94             | 583 (2022)                        | 84                 |
| Virville                    | 76747      | Virvillais                      | 2,46             | 343 (2022)                        | 139                |

### Démographie
| 1968  | 1975  | 1982   | 1990   | 1999   | 2008   | 2013   | 2019   | 2020   |
| ----- | ----- | ------ | ------ | ------ | ------ | ------ | ------ | ------ |
| 8 948 | 8 900 | 10 646 | 11 733 | 12 488 | 14 529 | 15 034 | 15 027 | 15 038 |

## Organisation

### Siège
Le siège de l'intercommunalité est à Goderville, Zone d'activités, Route de Bolbec.

### Élus
La communauté de communes est administrée par son Conseil communautaire, composé, pour la mandature 2020-2026,  de 42 conseillers municipaux représentant chacune des communes membres en proportion de leur population et de la manière suivante :

- 7 délégués pour Goderville ; 

- 3 délégués pour Bretteville-du-Grand-Caux et Bréauté ;

- 2 délégués pour Saint-Sauveur-d'Émaleville, Écrainville, Manneville-la-Goupil, Bec-de-Mortagne, Vattetot-sous-Beaumont, Saint-Maclou-la-Brière, Annouville-Vilmesnil, Auberville-la-Renault, Grainville-Ymauville et Sausseuzemare-en-Caux ;

- 1 délégué ou son suppléant pour les autres communes, dont la population varie de 384 à 194 habitants.
Au terme des élections municipales de 2020 dans la Seine-Maritime, le conseil communautaire a réélu son président, Franck Rémond, maire de Mentheville, ainsi que ses 8 vice-présidents. Toutefois, au printemps 2022, une crise de gouvernance a amené à la démission des vice-présidents de la communauté, entraînant la démission de Franck Rémond. Son successeur, Serge Girard, maire de Grainville-Ymauville, a été élu le 28 avril 2022 par le conseil communautaire, qui a également désigné le 30 juin 2022 ses 9 vice-présidents, qui sont : 
1. Frédéric Carlière,  maire-adjoint de Goderville, chargé des bâtiments et des projets de construction ;
2. Kévin Dubocage, maire-adjoint de Bretteville-du-Grand-Caux, chargé du tourisme, de la communication et du développement économique ;
3. Gérard Moizan,  maire-adjoint de Goderville, chargé de la voirie et des réseaux ;
4. Isabelle Geulin, maire de Bénarville, chargée des finances et du CIAS ;
5. Hervé Niepceron, maire de Vattetot-Sous-Beaumont, chargé de la rudologie ;
6. David Fleury,  maire de Bornambusc, chargé de l’eau et de l’assainissement ;
7. Corinne Brulin, maire-adjointe de Saint-Maclou-La-Brière, chargée de la petite enfance, de l’enfance, de la jeunesse et de l’espace France Services ;
8. Aldric Vandermeersch,  maire-adjoint de Bréauté, chargé de la GEPU, de la GEMAPI et de l’urbanisme, de l’aménagement du territoire et du foncier ;
9. David Jezequel,  maire de Houquetot), chargé de la mobilité.

Le bureau communautaire pour la fin de la mandature 2020-2026 est constitué du président, des 9 vice-présidents et de 4 conseillers communautaires délégués.

### Liste des présidents
| Période                                  | Période                    | Identité             | Étiquette | Qualité                                                                                            |
| ---------------------------------------- | -------------------------- | -------------------- | --------- | -------------------------------------------------------------------------------------------------- |
| Les données manquantes sont à compléter. |                            |                      |           | |
| 2001                                     | 2014                       | André-Pierre Blondel | DVD       | Maire de Bretteville-du-Grand-Caux (2001 → )                                                       |
| 2014                                     | avril 2022                 | Franck Rémond,       | DVG       | Infirmier en réanimation à l'hôpital Monod du Havre Maire de Mentheville (2008 → ), Démissionnaire |
| avril 2022                               | En cours (au 30 juin 2022) | Serge Girard         |           | Conseiller financier, sportif de haut niveau Maire de Grainville-Ymauville (2020 → )               |

### Compétences
L'intercommunalité exerce les compétences qui lui sont transférées par les communes membres, dans les conditions définies par le code général des collectivités territoriales.
Aux termes des statuts annexés à l'arrêté préfectoral du 10 octobre 2011, ces compétences relèvent de : 
- certaines actions de développement économique ;
- certaines actions d'aménagement de l'espace ;
- voirie ;
- En liaison avec le Département, transports scolaires desservant les collèges et lycées du canton ou la piscine ;
- Construction et gestion d'équipements liés à l'hébergement des personnes âgées, la caserne de gendarmerie et le logement des casernes, de certains équipements sportifs et terrains de sports ;
- Coordination de l’animation socio-culturelle ;
- Actions en matière de tourisme ;
- Collecte et traitement des ordures ménagères et d'autres déchets ;
- Certaines actions en matière de petite enfance ;
- Prise en charge des dépenses de capture, de gardiennage et toutes les autres dépenses concernant les chiens et les chats ;
- Enfance et jeunesse[12].

### Régime fiscal et budget
La communauté de communes est un établissement public de coopération intercommunale à fiscalité propre.
Afin de financer l'exercice de ses compétences, l'intercommunalité perçoit la fiscalité professionnelle unique (FPU) – qui a succédé à la taxe professionnelle unique (TPU) – et assure une péréquation de ressources entre les communes résidentielles et celles dotées de zones d'activité.
Elle collecte également la taxe d'enlèvement des ordures ménagères (TEOM), qui finance ce service public. Elle ne verse pas de dotation de solidarité communautaire (DSC) à ses communes membres.

## Projets et réalisations
Conformément aux dispositions légales, une communauté de communes a pour objet d'associer des « communes au sein d'un espace de solidarité, en vue de l'élaboration d'un projet commun de développement et d'aménagement de l'espace ».